# خانه قیومی
خانه قیومی مربوط به دوره قاجار است و در ابرکوه، محله درب قلعه، شرق حسینیه حضرت ابوالفضل (ع) واقع شده و این اثر در تاریخ ۷ مهر ۱۳۸۱ با شمارهٔ ثبت ۶۳۰۸ به‌عنوان یکی از آثار ملی ایران به ثبت رسیده است.